# Facultad de Ingeniería Industrial y de Sistemas (Universidad Nacional de Ingeniería, Perú)
La Facultad de Ingeniería Industrial y de Sistemas (siglas: FIIS-UNI) es una de las once facultades que conforman la Universidad Nacional de Ingeniería de Lima, Perú. Fue fundada en 1901 como la Sección de Ingenieros Industriales, la tercera en ser creada en la antigua Escuela de Ingenieros. La facultad ofrece las carreras de pregrado de Ingeniería Industrial e Ingeniería de Sistemas, además de programas de maestría y doctorado en dichas especialidades. Con 1479 estudiantes a fines del año 2019, es la cuarta facultad con mayor alumnado de toda la universidad representando el 12,26 % de la población estudiantil. El número de docentes en ese mismo periodo fue de 113.

## Historia
La historia de la facultad se remonta al 11 de enero de 1901 cuando fue creada la Sección de Ingenieros Industriales de la Escuela de Ingenieros (antecesora de la Universidad Nacional de Ingeniería). Antes de su establecimiento, la Escuela de Ingenieros se dedicaba principalmente a formar profesionales en el campo de la extracción minera y la construcción de infraestructura civil. Fue la tercera sección en ser establecida en la Escuela de Ingenieros.
En el año 1937 pasó a llamarse Sección de Ingenieros Químicos Industriales mientras que en 1946 cambió de nombre a Departamento de Ingeniería Química Industrial. El 23 de abril de 1959 el Consejo Universitario cambió el nombre por Facultad de Ingeniería Industrial, que rigió hasta 1969, año en que se creó el sistema departamentalista. Surgieron así los programas de Ingeniería Industrial e Ingeniería de Sistemas. Más tarde, en abril de 1984, regresó nuevamente al sistema facultativo, organizándose la facultad en dos escuela profesionales: Ingeniería Industrial e Ingeniería de Sistemas; que están vigentes hasta la fecha.

## Áreas académicas
- Área de Ciencias Básicas.
- Área de Sistemas Computación e Informática.
- Área de Gestión de la Producción.
- Área de Tecnología de la Producción.
- Área de Humanidades y Ciencias.

## Infraestructura y servicios

### Alameda FIIS

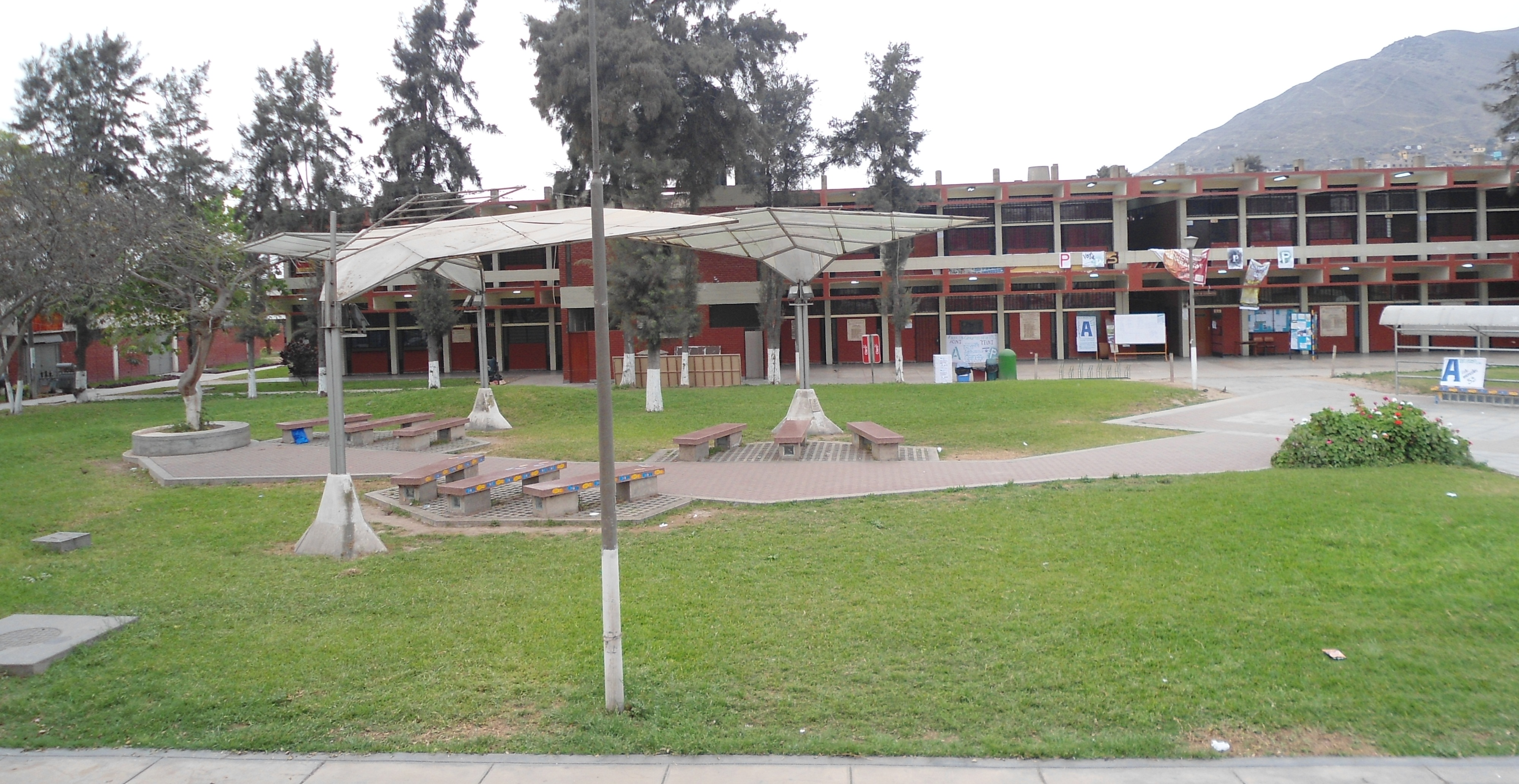
Alameda FIIS.

La alameda FIIS es un espacio usado por el alumnado para descansar o socializar con los demás estudiantes. Su inauguración fue el 23 de julio del 2008 mientras era Decano de la Facultad el Ing. Jorge Álvarez Álvarez. Antes de existir esta alameda se ubicaban ahí dos estructuras, la de un reloj y una pileta.

### Losas deportivas
La Facultad cuenta con 2 canchas multiusos y una cancha de grass para jugar fútbol. Su inauguración fue el 23 de julio del 2008.

### Centro de Información

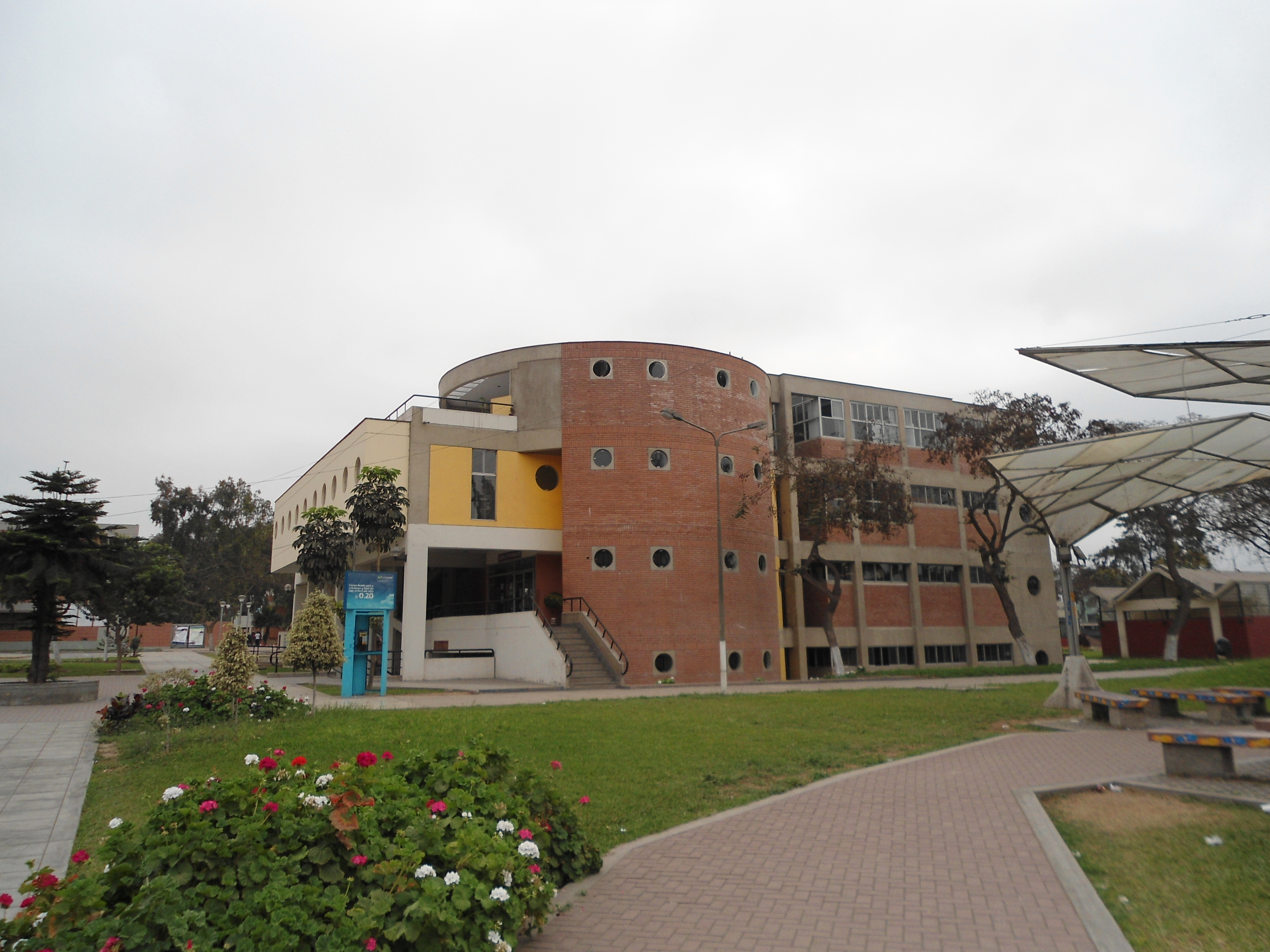
Centro de Información de la facultad.

El Centro de Información de la FIIS (CI-FIIS) es un órgano dinámico de apoyo académico en materia educativa y de investigación, mediante su colección especializada de libros, revistas, tesis, folletos, videos en las áreas de Ingeniería Industrial y de Sistemas la que es objeto de tratamiento técnico para que llegue a los usuarios en las mejores condiciones.

#### Biblioteca
Actualmente la biblioteca cuenta con 7500 volúmenes (textos, colecciones generales y obras de referencia), 2000 tesis e informes, además una colección de videos y CD ROM especializados. La instalación de la biblioteca se llevó a cabo en julio del 2001.

#### Auditorio
El Auditorio FIIS es un auditorio creado en conjunto con las obras del Centro de Información de la Facultad al igual que el Instituto de Investigación. El costo de este auditorio fue de 730 mil Nuevos Soles, financiado con recursos ordinarios, realizado con la finalidad de brindar a los alumnos un espacio para la exposición de eventos, talleres y seminarios tanto nacionales como internacionales.

#### Instituto de Investigación
Es un Órgano de Línea de la Facultad, en el cual se propone y se desarrolla proyectos de investigación relacionados con la Ingeniería Industrial y de Sistemas. En él participan estudiantes y docentes de la Facultad, siguiendo las líneas de investigación propuestas en los objetivos estratégicos de la Facultad. Está financiado por el Tesoro del Estado y por recursos propios.

### Instituto de Ingeniería de Software
Es un instituto creado con la finalidad de que los estudiantes y docentes de la facultad puedan participar en proyectos de desarrollo de software a través de trabajos de investigación y consultoría que asuma la facultad.
Engloba toda la oferta de productos y servicios en Ingeniería de Software, Sistemas y Tecnologías de Información (SI/TI) ya que en todos ellos interviene el software como elemento diferencia. Dicha oferta comprende temas como Gestión de TI/SI (Plan estratégico de TI/SI, BSC-TI/SI, Gobierno de TI (Seguridad y Auditoría), Mejora de procesos en áreas de SI/TI (ITIL, CMMI, ISO 12207), hasta el desarrollo de sistemas de información a la medida, implementación de sistemas y tecnologías basados en open source, seguridad informática e investigación aplicada.
Fue creado como proyecto el 27 de abril de 1995 por los docentes: Luis Acuña Pinaud y Teodoro Córdova Neri, el cual fue aprobado en consejo de facultad, iniciando así el funcionamiento como un área dedicada al desarrollo de sistemas informáticos basado en plataforma de tecnología de información.

### Sección de Postgrado

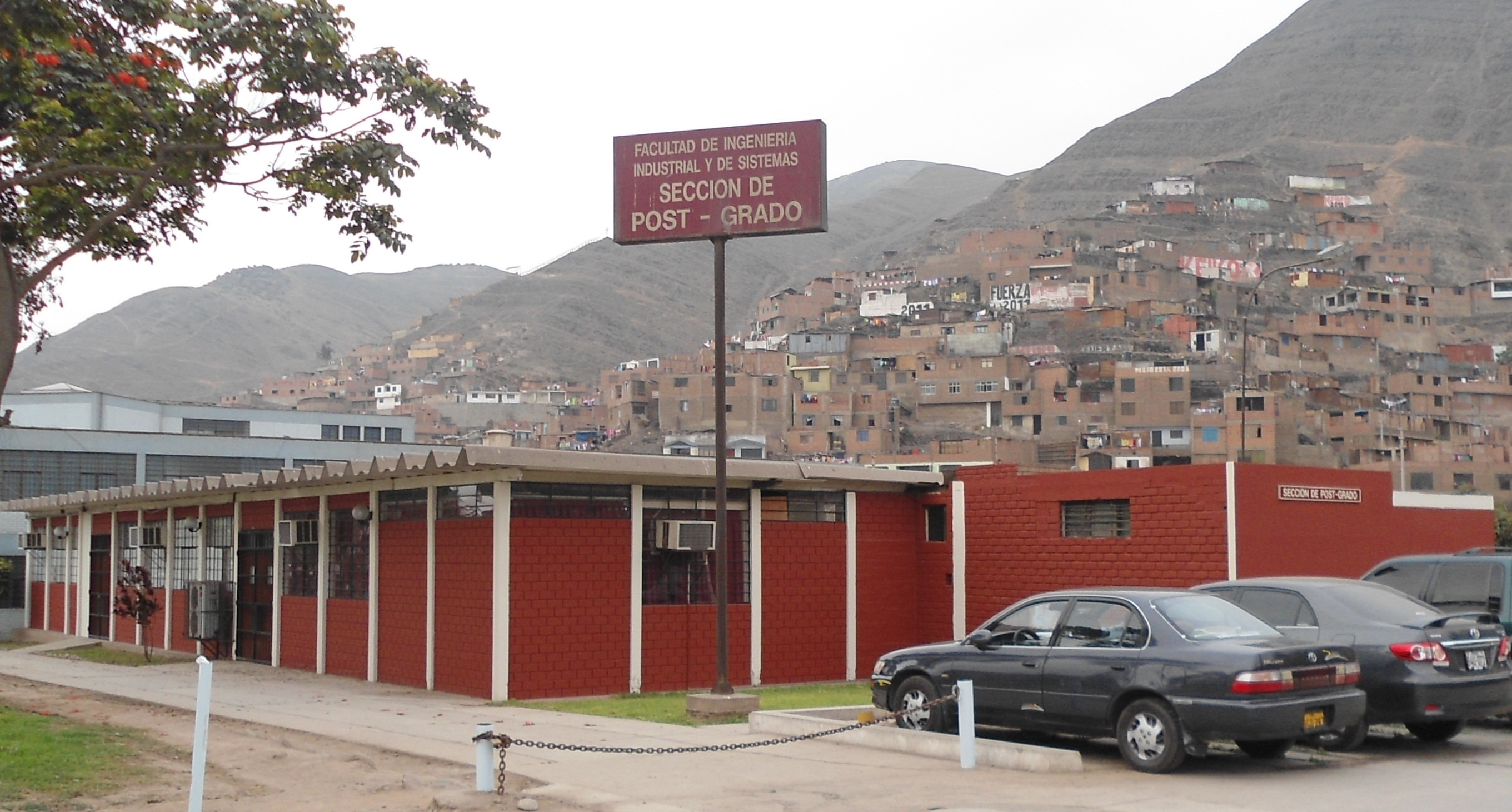
Sección de Postgrado

La sección de Postgrado, otorga el grado de Magíster para las especialidades de Ingeniería Industrial e
Ingeniería de Sistemas, cuenta con una plana de docentes graduados en el país y el extranjero, también cuenta con infraestructura y laboratorios modernos. Hay cursos de Diplomados. Y además se ha lanzado el Programa de Doctorado para las especialidades antes mencionadas.
Las diplomaturas que otorga esta sección son en:
- Ingeniería de Software.
- Gestión de la Calidad.
- Sistemas Integrados de Gestión.
- Gestión por Procesos.
- Gestión de Seguridad y Salud Ocupacional.
- Seguridad Informática.
- Calidad de Software.

### Sistemas UNI

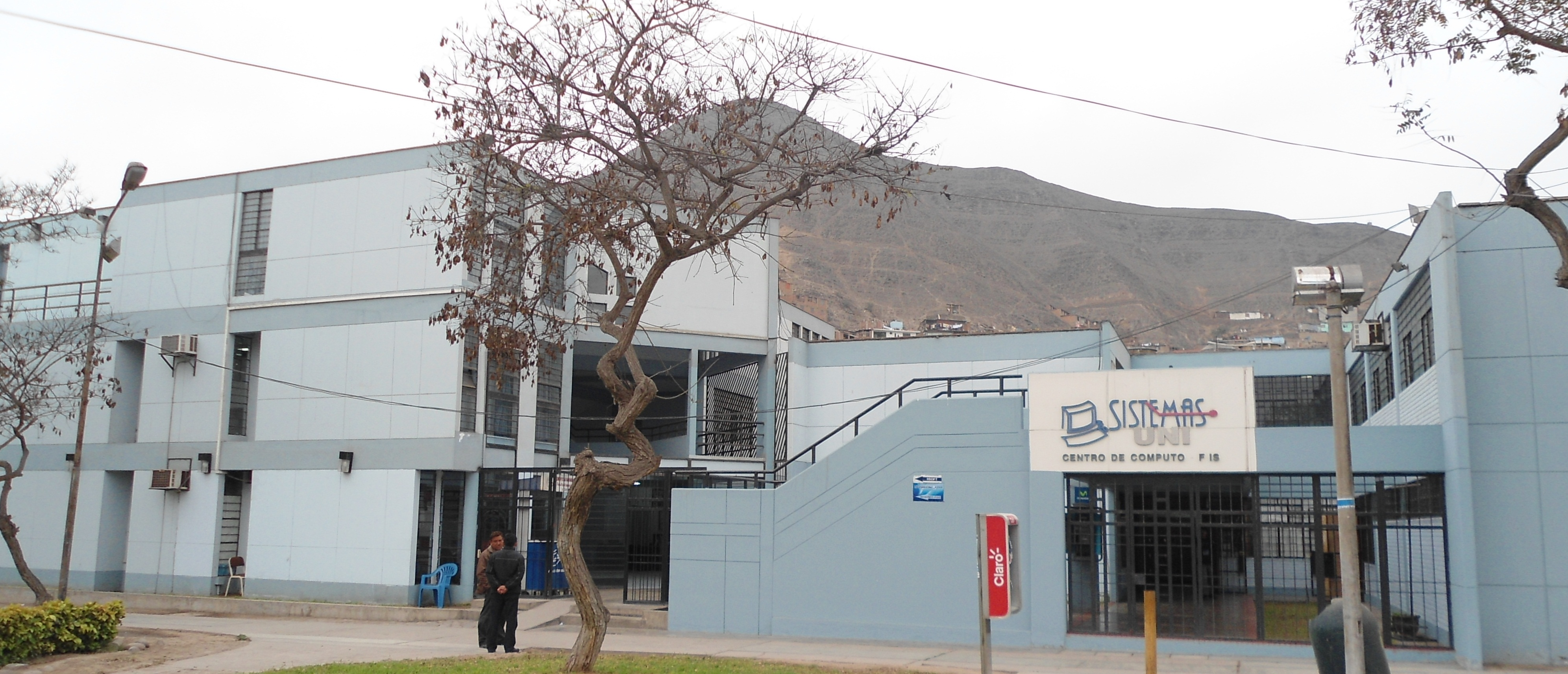
Sistemas UNI.

Sistemas UNI es una organización educativa orientada a cursos de Computación e Informática, en niveles básico, intermedio y avanzado. Es además un centro autorizado de educación técnica por Microsoft.
Se divide en 4 áreas su enseñanza:
- Computación básica.
- Área de base de datos.
- Área de programación.
- Área de diseño.
- Hardware y redes.

Cuenta además con 80 ordenadores conectados a la red y que son de servicio directo para el alumnado, en la cual se puede hacer uso de herramientas de software y de Internet.

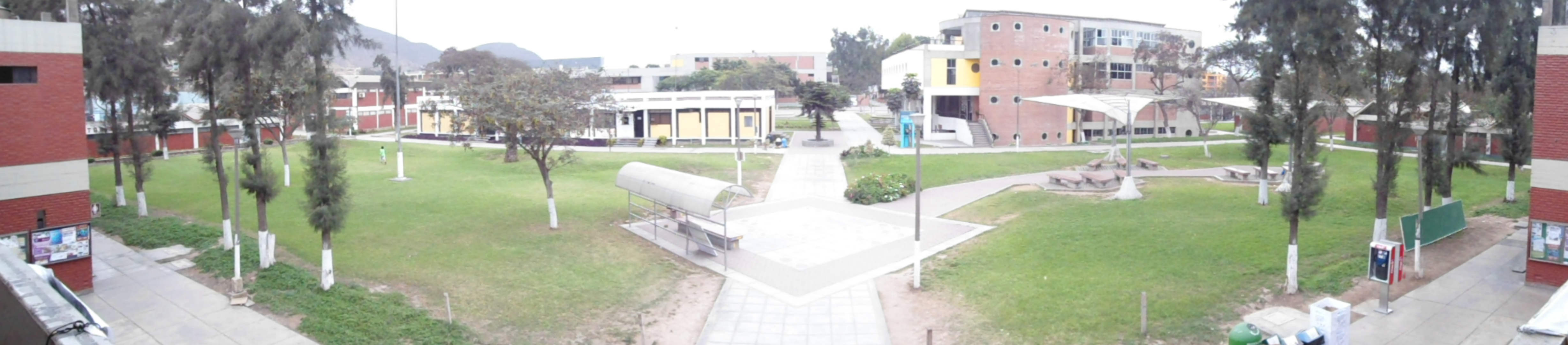
Patio FIIS visto desde el Pabellón S4.

## Centros culturales
- Centro Cultural Núcleo.
- Centro Cultural Avanzada Tecnológica (CCAT).
- ISACA UNI Student Group
- Segidpro

## IPECALYA

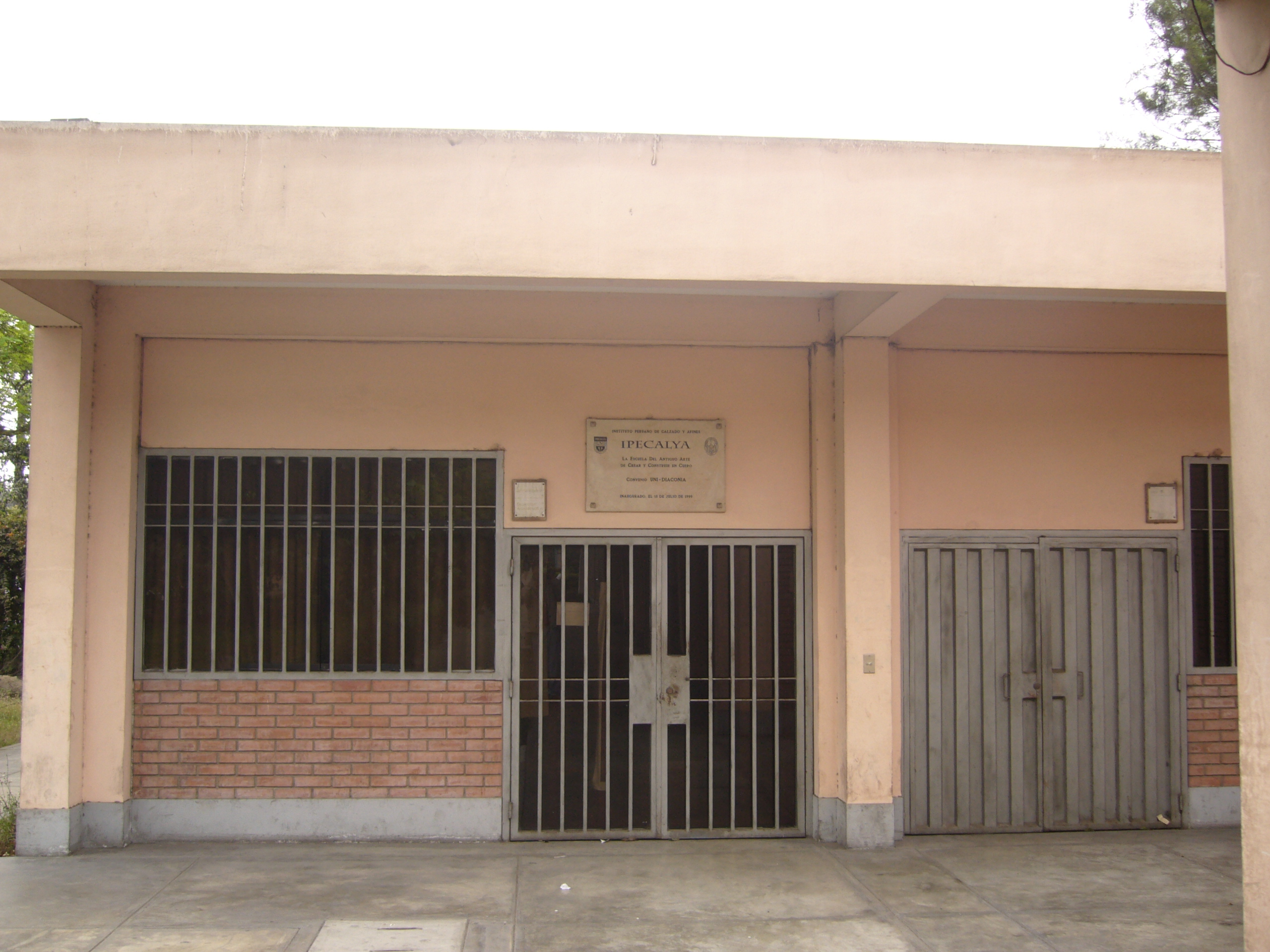
Edificio del IPECALYA.

El Instituto Peruano de Calzado y Afines (IPECALYA) es una entidad de calificación técnica profesional no universitaria que se financió a través de la ONG DIACONIA. Su gestión y dirección corre a cargo de un directorio conformado por DIACONIA, el Centro Cultural de Avanzada Tecnológica (CCAT), estudiantes, la Iglesia Evangélica Luterana y la UNI a través de dos docentes representantes de la FIIS.
En este instituto se enseña la carrera técnica de calzado con una duración de 2 años y con participación docente de la UNI. Se inauguró el 13 de julio del 1999.

## Personas destacadas
- Francisco Sagasti
- Salomón Lerner Ghitis.
- Gonzalo García Núnez
- Jaime Yoshiyama Tanaka
- Víctor Joy Way
- Víctor Leyton Díaz